# Instytut Maszyn Spożywczych
Instytut Maszyn Spożywczych – jednostka  organizacyjna Ministra Maszyn Rolniczych istniejąca w latach 1974–2002, mająca na celu prowadzenie prac naukowo-badawczych nad maszynami i aparaturą dla przemysłu spożywczego.

## Powołanie  Instytutu
Na podstawie Zarządzenie nr 15 Prezesa Rady Ministrów z 1974 r. w sprawie utworzenia Instytutu Maszyn Spożywczych ustanowiono Instytut. Nadzór nad instytutem sprawował Minister Maszyn Rolniczych.

## Przedmiot działania Instytutu
Przedmiotem działania instytutu było prowadzenie prac naukowo-badawczych i rozwojowych oraz wdrożeń w dziedzinie:
- maszyn i aparatury dla przemysłu spożywczego,
- maszyn opakowaniowych,
- maszyn i urządzeń dla handlu i gastronomii.

## Zniesienie Instytutu
Na podstawie rozporządzenie Ministra Rolnictwa i Rozwoju Wsi z 2002 r. w sprawie likwidacji jednostki badawczo-rozwojowej o nazwie "Instytut Maszyn Spożywczych” zniesiono Instytut.